# Oração subordinada
Uma oração subordinada, na gramática, é aquela que exerce uma função sintática em relação a uma outra oração, chamada oração principal e que pede complemento ou é uma oração que tem uma certa dependência de sentido em relação a oração principal.
Exemplo:
Aguardo que você chegue.
Nessa frase há duas orações: "Aguardo" e "que você chegue". Como a oração "que você chegue" está completando o sentido do verbo transitivo direto "aguardo", portanto, esta oração exerce função sintática de objeto direto, sendo assim uma oração subordinada substantiva objetiva direta.
Dependendo da função sintática que exercem, as orações subordinadas podem ser classificadas em: substantivas, adjetivas ou adverbiais.

## Orações subordinadas substantivas
São aquelas que agem dentro dos substantivos (subjetiva, objetiva direta, objetiva indireta, apositiva, completiva nominal e predicativa), iniciam sempre por conjunções integrantes (ex: que, se, etc.). Uma oração subordinada substantiva pode ser:

### Subjetiva
Constitui a função de sujeito do verbo da oração principal.
É provável que ele chegue ainda hoje. (o que é provável?) (que ele chegue ainda hoje.)
É necessário que você vá à escola.
Uma vez que apresentam-se desenvolvidas, também podem iniciar-se pelos indefinidos quem qual e quando ou advérbios, em interrogações indiretas. Podemos substituir a oração subordinada substantiva pelo pronome "isso", como apresentado abaixo:
É necessário isso.
Isso é necessário.
Pode ser também quando a oração principal inicia-se com verbo de ligação.

### Objetiva Direta
Exercem função de objeto direto (complemento sem preposição).
Desejo que todos venham. (quem deseja, deseja algo ou alguma coisa)

### Predicativa
Exerce função de predicativo, sempre a partir de um verbo de ligação, qualificando o sujeito.
O problema é que não temos tempo.

### Objetiva Indireta
É aquela que exerce a função de objeto indireto em relação ao verbo da oração principal. Nesse caso, o verbo da oração principal é transitivo indireto e a conjunção subordinativa vem precedida de preposição, expressa ou não. Vem introduzida pelas conjunções subordinativas integrantes que — se. É objetiva indireta porque no período simples possui função de objeto indireto. Exercem função de objeto indireto (possui uma preposição obrigatória, que vem depois de um verbo, sendo frequente a elipse da preposição).
Necessitamos de que todos nos ajudem. (quem necessita, necessita de algo, de alguma coisa ou de alguém)

### Completiva Nominal
Exercem função de complemento nominal de um substantivo, adjetivo ou advérbio da oração principal, são regidas de preposição.
Tenho necessidade de que ele ganhe a vaga.
Estou esperançoso de que ele ganhe a vaga.
Torço favoravelmente a que ele ganhe a vaga.

### Apositiva
Exercem função de aposto.
Desejo-te uma coisa: muita sorte.
Não precisa ter necessariamente dois pontos (:) ou ponto e vírgula (;) ou uma vírgula (,).
Desta maneira, todas as orações subordinadas substantivas podem ser trocadas por isso, disso ou nisso'.
Precisamos de que você faça a cena com a atriz. Igual a precisamos disso. (disso: completiva nominal ou objetiva indireta)
Quero que venha para a guerra. Igual a quero isso. (isso: subjetiva, objetiva direta, predicativa)
Fiquei pensando que valia a pena. Igual a fiquei pensando nisso. (nisso: completiva nominal ou objetiva indireta).

## Orações subordinadas adjetivas
Oração subordinada adjetiva é aquela que se encaixa na oração principal, funcionando como adjunto adnominal.
As orações subordinadas adjetivas classificam-se em explicativas, restritivas e reduzidas.
Na maioria das vezes, para poder diferenciar as orações subordinadas adjetivas, substitua o pronome que por o(a) qual ou os(as) quais, ademais as orações subordinadas adjetivas vêm sempre introduzidas através de pronomes relativos.
Há coisas que nos comovem. (coisas é antecedente)

### Explicativas
Generalizam ou universalizam o significado do antecedente, sem modificar seu significado. Podem ser retiradas da oração sem nenhum prejuízo ao sentido. Separam-se da oração principal por vírgulas, travessões ou parênteses.
Os livros de Machado de Assis, que eu li, são muito bons.
Fala-se dos livros de Machado de Assis em sua totalidade, sem exceção. Implica-se que o falante leu todos eles.

### Restritivas
Restringem, delimitam ou particularizam o significado do antecedente. São indispensáveis ao sentido. Não se separam da oração principal por vírgulas nem por travessões ou parênteses.
Os livros de Machado de Assis que eu li são muito bons.
Fala-se apenas dos livros de Machado de Assis lidos pelo falante. Implica-se que existem outros livros de Machado de Assis além desses.

### Reduzidas
As orações subordinadas adjetivas reduzidas podem ter o verbo no infinitivo, no gerúndio ou no particípio.
Vi a menina a correr.
O artista, filmando nervosamente, ficou calado. (O artista, que filmava nervosamente, ficou calado.)
Li trinta e quatro livros censurados pelo governo brasileiro. (Li trinta e quatro livros que foram censurados pelo governo brasileiro.)

## Orações subordinadas adverbiais
São introduzidas por conjunção subordinativa (exceto a conjunção integrante) e funcionam como adjunto adverbial da oração principal.

### Causais
Exprimem a causa do fato que ocorreu na oração principal. Iniciadas, principalmente.
Foram dormir porque estava chovendo.
A menina chorou porque apanhou da mãe.
Principais conjunções: porque, visto que, já que, uma vez que, como, porquanto, na medida em que.

### Comparativas
Estabelece uma comparação entre os fatos presentes nas duas orações.
Essa mulher fala como um papagaio.
Esse homem come como um boi.
Principais conjunções: como, mais... (do) que, menos... (do) que, tão... quanto/como, tanto... quanto/como, assim como, bem como, qual (precedido de tal).

### Concessivas
Indica uma concessão ou permissão entre as orações.
Embora chova, vou à praia.
Principais conjunções: embora, conquanto, ainda que, mesmo que, mesmo quando, apesar de que, se bem que, por mais que, por menos que, por muito que, por pouco que, por melhor que, por pior que, nem que, malgrado, não obstante, inobstante, em que pese, ainda quando

### Condicionais
Expressa uma condição.
Se chover, não irei à praia.
Principais conjunções: se, salvo se, desde que, exceto se, caso, desde que, contanto que, sem que, a menos que, a não ser que, uma vez que.

### Conformativas
Expressam um acordo ou conformidade.
Segundo informou a meteorologia, amanhã será um dia ensolarado.
Principais conjunções: conforme, segundo, consoante, como, de acordo com

### Consecutivas
Traduzem a consequência ou o efeito do que se declara na oração principal.
Falei tanto, que fiquei rouco.
Principais conjunções: que (precedida de tal, tão, tanto, tamanho), de forma que, de modo que, de sorte que, de maneira que

### Finais
Exprimem finalidade ou objetivo.
Todos estudam para que possam passar no vestibular.
Principais conjunções: para que, a fim de que, que, porque (= para que).

### Temporais
Indicam circunstância de tempo.
Logo que chegou, sentou-se no sofá.
Principais conjunções: quando, enquanto, antes que, logo que, assim que, desde que, depois que, sempre que, até que, mal

### Proporcionais
Expressa proporção entre as orações.
O trânsito piorava à medida que a chuva aumentava.
Principais conjunções: à medida que, quanto mais/menos... mais/menos, à proporção que, ao passo que, tanto mais/menos... mais/menos

## Orações subordinadas reduzidas
As orações subordinadas podem aparecer sob a forma de orações reduzidas, que apresentam as seguintes características:
- Verbo em uma das formas nominais (Gerúndio, Particípio ou Infinitivo);
- Não são introduzidas por conectivos (Conjunções Subordinativas ou Pronomes Relativos).

### Reduzida de Infinitivo
Meu desejo era viajar para a Grécia.
Nota: É incorreto, segundo a gramática normativa, a construção de Oração Subordinada Substantiva Objetiva Direta: "'Deixe eu passar", porque neste caso (ou em casos similares) não deve ser utilizado o pronome pessoal do caso reto "eu", porque ele não pode ser usado como objeto direto de uma oração, com os verbos deixar, mandar e fazer (auxiliares causativos), ver, ouvir, sentir e perceber (auxiliares sensitivos), assim sendo, a correta construção oracional é "Deixe-me passar". É o único caso em que o pronome oblíquo átono funciona como sujeito.

### Reduzida de Gerúndio
Encontrei as crianças brincando de bombeiro no jardim

### Reduzida de Particípio
Apresentado o resultado, todos discordarão.

#### Observações
O sujeito das orações reduzidas de Infinitivo. Isto ocorre no Infinitivo Flexionado ou Pessoal, porque as orações reduzidas de Infinitivo Impessoal com os pronomes oblíquos átonos exercendo a função de sujeito.
Mandei-o sair.
Complemento de verbo ou nome na forma de oração reduzida de infinitivo, não deve ser contraído com a preposição de. O sujeito pode ter complemento, mas segundo a norma culta, não pode ser complemento, pois o objeto pode vir preposicionado, mas o sujeito não.
A maneira de ele trabalhar é insatisfatória. ( registro formal, culto)
A maneira dele trabalhar é insatisfatória. ( registro informal, coloquial)
Os pronomes pessoais oblíquos mim e ti não devem ser usados como sujeito das orações reduzidas de infinitivo flexionado ou pessoal. No lugar deles, devem ser usados os pronomes pessoais retos eu e tu.
Pediram para eu fazer isto. ( registro formal, culto)
Pediram para mim fazer isto. ( registro informal, coloquial)
Os pronomes pessoais retos eu e tu não devem vir precedidos de preposição, funcionando como complemento verbal (objeto direto e indireto), complemento nominal, agente da passiva, adjunto (adnominal ou adverbial) ou sujeito de uma oração reduzida (sujeito acusativo). No lugar deles, devem ser usados os pronomes pessoais oblíquos mim e ti.
Não há segredos entre eu e você.  registro informal, coloquial
Não há segredos entre mim e você.  registro formal, culto
Chegaram duas encomendas para tu.  registro informal, coloquial
Chegaram duas encomendas para ti.  registro formal, culto
Os pronomes se, si e consigo só podem ser usados como reflexivos ou recíprocos, portanto, só podem ser usados na voz reflexiva ou na voz reflexiva recíproca, logo, não podem substituir o pronome você.
Espere-me, por gentileza, que irei consigo.  registro informal, coloquial
  

Espere-me, por gentileza, que irei com você.  registro formal, culto